# Löwenzahn – Das Kinoabenteuer
Löwenzahn – Das Kinoabenteuer ist ein deutscher Abenteuer- und Familienfilm aus dem Jahr 2011. Er basiert auf der Fernsehserie Löwenzahn mit Guido Hammesfahr als Fritz Fuchs. Peter Timm führte die Regie.

## Handlung
Die Kinder Fritz Fuchs und Roman Zenkert finden in einer Höhle der Alpen einen Schatz, den Hannibal vor etwa 2200 Jahren bei seiner Alpenüberquerung versteckt hatte. Bevor sie ihn bergen können, stürzt die Höhle ein. Roman flieht und lässt seinen Freund Fritz im Stich, der sich nur mit Hilfe seines Hundes befreien kann.
Jahre später fliegt der nun erwachsene Fritz Fuchs mit seinem solarbetriebenen Motorgleitschirm über seinen Heimatort Bärstadt, als Laila, die jugendliche Nichte seiner Freundin Yasemin, zu einem Ferienbesuch ankommt. Vor ihren Augen fährt ein rücksichtsloser Autofahrer einen Hund an und tötet ihn. Fritz und Laila finden drei Welpen der getöteten Hündin und nehmen sie bei sich auf.
Der Geländewagen, der die Hündin überfuhr, wurde von der blonden Cora gefahren. Auf der Suche nach einer Schatzkarte durchwühlen ihre Begleiter Marvin und Ronny den Bauwagen, in dem Fritz wohnt. Als dieser zurückkommt, fliehen die Eindringlinge, zunächst ohne zu wissen, dass die drei Welpen bei ihnen im Auto sind. Fritz und Laila wollen die Welpen retten und verfolgen die Fliehenden: Fritz mit dem Gleitschirm und Laila mit dem Mofa der Briefträgerin, begleitet von Fritz’ Hund Keks.
Cora möchte die Welpen ertränken lassen, doch als sie mit ihrem Freund Roman Zenkert telefoniert, bringt er sie davon ab: Mit Hilfe der Welpen möchte er seinen ehemaligen Freund Fritz in seine Burg Eisenstein in Thüringen locken, um von ihm den Ort des Schatzes zu erfahren, den er bereits verkauft, ohne ihn zu besitzen.
Yasemin verfolgt Laila im VW-Bus von Fritz’ Nachbar Paschulke. Dieser stiehlt ein Polizeiauto, um gemeinsam mit der Briefträgerin sein Auto und ihr Post-Mofa zu verfolgen.
Fritz und Hund Keks erreichen Eisenstein und dringen in Roman Zenkerts videoüberwachte Burg ein, in deren Keller dieser gestohlene Kunstschätze aufbewahrt. Nachdem er Romans Gehilfen mit einem Trick eingesperrt hat, gelingt es Fritz beinahe, mit den Welpen zu fliehen. Doch als Yasemin in der Burg auftaucht, nimmt Roman sie gefangen und erpresst Fritz zur Rückkehr. Gemeinsam fahren sie in die Alpen, um den Schatz zu suchen. Laila, die ebenfalls inzwischen die Burg erreicht und die anderen heimlich beobachtet hatte, fährt versteckt auf der Ladefläche eines der Autos mit.
Nachdem Fritz unter Androhung von Gewalt Roman, Cora und Marvin zum Schatz in der hoch gelegenen Alpenhöhle geführt hat, geben sich Cora und Marvin gegenüber Roman als Liebespaar zu erkennen. Die beiden fliehen mit dem Schatz und sprengen die Höhle, in der Fritz und Roman zurückbleiben. Die ehemaligen Jugendfreunde überleben und finden einen Schacht, der senkrecht ans Tageslicht führt. Fritz hilft Roman, als Erster an einem Seil hinaufzuklettern, doch dieser lässt ihn erneut im Stich und entfernt, nachdem er oben angekommen ist, sofort das Seil und lässt Fritz im Schacht zurück. Dieser scheint nun aussichtslos gefangen. Laila kommt ihm zu Hilfe: Mit Fritz’ Motorschirm fliegt sie über den Schacht, zieht Fritz an einem Seil hinaus und bringt ihn ins Tal.
Die Flucht der Verbrecher endet in einer Seilbahn, die mit einem Kurzschluss stehen bleibt, als die Welpen an die Elektronik urinieren. Schließlich werden Roman, Cora und Marvin von der Polizei verhaftet, während der herzensgute Ronny gemeinsam mit Fritz, Laila, Yasemin, Paschulke und der Briefträgerin die Befreiung der Welpen feiert.

## Hintergrund

### Produktion
Das ZDF und Studio.TV.Film produzierten den Film anlässlich des 30-jährigen Jubiläums der Serie. Die Dreharbeiten fanden von Juli bis September 2010 statt. Die meisten Drehorte lagen in Thüringen, so die Burg Ranis, das Oberschloss Kranichfeld und die Gemeinde Tambach-Dietharz. 50 % der Dreharbeiten erfolgten in Thüringen, denn die Mitteldeutsche Medienförderung hat den Film mit 500.000 Euro unterstützt. Studioszenen entstanden im Kindermedienzentrum Erfurt. Der Ort Bärstadt wurde von unterschiedlichen Gemeinden dargestellt: Fritz’ Bauwagen stand im thüringischen Engerda, während unter anderem die Flugaufnahmen über Bärstadt tatsächlich den Münsinger Stadtteil Gundelfingen und das Tal der Großen Lauter in Baden-Württemberg zeigen. Die Hochgebirgsaufnahmen wurden in Tirol, Österreich gedreht, die Aufnahmen am See in der Gemeinde Seddiner See, Brandenburg.
Die Band Apollo 3 spielte für den Film die Titel Adrenalin und Überflieger ein.

### Darsteller
Guido Hammesfahr, der Hauptdarsteller der Fernsehserie, spielte auch im Kinofilm die Rolle des Fritz Fuchs. Ebenfalls aus der Serie übernommen wurden Kioskbesitzerin Yasemin Saidi (Sanam Afrashteh), Nachbar Paschulke (Helmut Krauss) und Fritz’ Berner Sennenhund „Keks“. Dazu kommen Ruby O. Fee als junge Abenteurerin, Dominique Horwitz, Petra Schmidt-Schaller, Julian Sengelmann und Joel Basman als Gegner von Fritz sowie Sabine Orléans als Briefträgerin und Filmpartnerin von Nachbar Paschulke.

### Veröffentlichung
Am 12. Mai 2011 startete der Spielfilm mit mehr als 200 Kopien in den deutschen Kinos. Er verpasste die Top Ten der Kinocharts und erreichte bis Ende 2011 etwa 95.000 Zuschauer. Am 14. Oktober 2011 erschien Löwenzahn – Das Kinoabenteuer bei Warner Home Video auf DVD.

## Kritik
„Ausgehend von der Fernsehserie Löwenzahn, entwickelt sich ein mitunter recht spannender Abenteuerfilm vor eindrucksvoller Naturkulisse, der freilich den vertrauten Ansatz, Wissen und Sachzusammenhänge spielerisch zu vermitteln, fürs Kino gänzlich kappt und auf eine atemlose, mitunter schematische Abfolge von Verfolgungsjagden ohne Charme setzt.“

„Von der ersten Minute an entwickelt sich ein angenehm temporeiches Abenteuer in bester Mischung aus Spannung, Humor und Entdeckerfreude. Allen aus der Serie LÖWENZAHN bekannten Protagonisten und ihren allseits vertrauten Eigenschaften wird ausreichend Raum eingeräumt. Tatendrang, Erfindergeist, Sportlichkeit, Witz, Schrulligkeit und das subtil eingewobene Wissen sind bestens auf das junge LÖWENZAHN-Publikum abgestimmt. Trotz etwas knapper Dialoge in der Mitte des Films ist die aktionsreiche Geschichte verständlich aufgebaut und zeigt sich im Rahmen der üblichen Seh- und Hörgewohnheiten der Kinder und Jugendlichen erwartungsgemäß unterhaltsam und lustig.“

„[Der Film] nervt mit einer abstrusen Story, chargierenden Darstellern (Dominique Horwitz) und oberflächlichen Figuren. Fazit: Hanebüchener Kinderkrimi, der einem gehörig auf den Keks geht.“